# Окленд (Південна Кароліна)
Окленд (англ. Oakland) — переписна місцевість (CDP) в США, в окрузі Самтер штату Південна Кароліна. Населення — 1099 осіб (2020).

## Географія
Окленд розташований за координатами 33°59′22″ пн. ш. 80°29′45″ зх. д. / 33.98944° пн. ш. 80.49583° зх. д. (33.989366, -80.495936).  За даними Бюро перепису населення США в 2010 році переписна місцевість мала площу 1,78 км², з яких 1,76 км² — суходіл та 0,02 км² — водойми.

## Демографія
Згідно з переписом 2010 року, у переписній місцевості мешкали 1232 особи в 505 домогосподарствах у складі 347 родин. Густота населення становила 693 особи/км².  Було 568 помешкань (319/км²).
Расовий склад населення:
| - 55,7 % — білих - 36,7 % — чорних або афроамериканців - 2,4 % — азіатів - 0,5 % — корінних американців - 0,2 % — вихідців з тихоокеанських островів |

До двох чи більше рас належало 3,7 %. Частка іспаномовних становила 5,3 % від усіх жителів.
За віковим діапазоном населення розподілялося таким чином: 26,1 % — особи молодші 18 років, 54,9 % — особи у віці 18—64 років, 19,0 % — особи у віці 65 років та старші. Медіана віку мешканця становила 35,1 року. На 100 осіб жіночої статі у переписній місцевості припадало 86,9 чоловіків;  на 100 жінок у віці від 18 років та старших — 79,7 чоловіків також старших 18 років.
Середній дохід на одне домашнє господарство  становив 44 434 долари США (медіана — 41 076), а середній дохід на одну сім'ю — 48 251 долар (медіана — 42 143). За межею бідності перебувало 6,3 % осіб, у тому числі 6,5 % дітей у віці до 18 років та 0,0 % осіб у віці 65 років та старших.
Цивільне працевлаштоване населення становило 309 осіб. Основні галузі зайнятості: освіта, охорона здоров'я та соціальна допомога — 26,9 %, публічна адміністрація — 21,4 %, виробництво — 12,0 %, науковці, спеціалісти, менеджери — 9,1 %.